# Enrica Merlo
Enrica Merlo (Este, 28 dicembre 1988) è una pallavolista italiana, libero della Savino Del Bene.

## Carriera
La carriera di Enrica Merlo inizia nel 2004 quando, a stagione in corso, viene ingaggiata dal Volley Club Padova, in Serie A2: con la squadra veneta resta anche nella stagione successiva, dopo la promozione, esordendo in Serie A1; nell'annata 2006-07 torna in serie cadetta vestendo la maglia della Pallavolo Reggio Emilia.
Nella stagione 2007-08 viene ingaggiata dal Volley Bergamo, in Serie A1: con il club orobico inizia un sodalizio che durerà per otto stagioni, vincendo uno scudetto, una Coppa Italia, due Supercoppe italiane e due Champions League; nel 2008 inoltre ottiene anche le prime convocazioni in nazionale: nel 2009 vince la medaglia d'oro sia all'Universiade che al campionato europeo, mentre nel 2010 conquista la medaglia di bronzo al World Grand Prix.
Nella stagione 2015-16 si accasa alla Savino Del Bene, sempre nella massima serie del campionato italiano, con cui vince la Challenge Cup 2021-22 e la Coppa CEV 2022-23.

## Palmarès

### Club
- Campionato italiano: 1

2010-11
- Coppa Italia: 1

2007-08
- Supercoppa italiana: 1

2011
- Champions League: 2

2008-09, 2009-10
- Coppa CEV: 1

2022-23
- Challenge Cup: 1

2021-22

### Nazionale (competizioni minori)
- Trofeo Valle d'Aosta 2008
- Montreux Volley Masters 2009
- Universiade 2009
- Piemonte Woman Cup 2010

### Premi individuali
- 2008 - Trofeo Valle d'Aosta: Miglior libero
- 2009 - Champions League: Miglior libero
- 2010 - Champions League: Miglior libero
- 2010 - Torneo di qualificazione europeo al World Grand Prix 2011: Miglior libero